# Луапула
Луапула (англ. Luapula Province) - одна з 10 провінцій Замбії, розташована в північній частині країни. Адміністративний центр - місто Манса. Була названа за назвою річки Луапула.

## Географія
Площа провінції становить 50 567 км². Територія Луапули простягається вздовж східного берега річки від озера Бангвеулу до озера Мверу, включаючи територію самих озер. Межує з Північною провінцією Замбії (на сході) і з ДРК (на заході, північному заході і півдні).

## Населення
Населення провінції за даними на 2010 рік становить 958 976 осіб, представлено переважно народами, що говорять мовою бемба.

## Адміністративний поділ

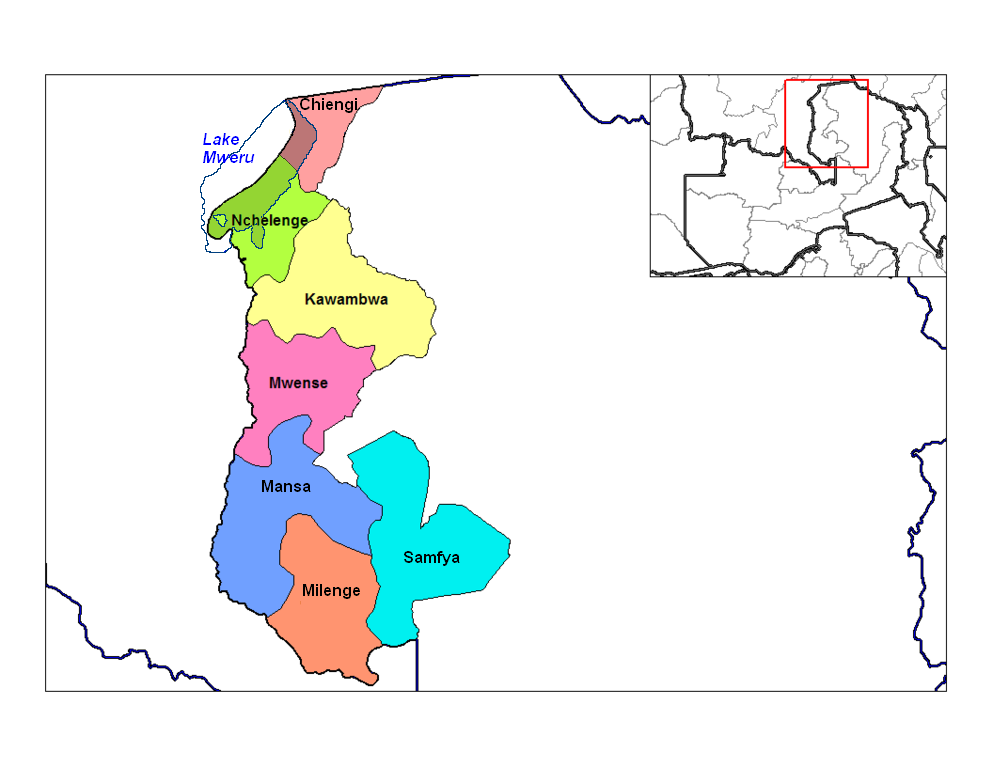
Райони провінції Луапула

Провінція Луапула підрозділяється на 7 районів:
- Чиєнгі
- Кавамбва
- Манса
- Міленге
- Мвензе
- Нчеленге
- Самф'я

## Економіка
Основна галузь господарства провінції - рибальство. В озерах Бангвеулу і Мверу виловлюються 40% від усієї продаваної в Замбії риби. Найбільші рибні ринки знаходяться в містах Самф'я і Нчеленге. Головна транспортна артерія провінції - шосе Самф'я - Манса - Казембе-Нчеленге. По ньому перевозяться мідь і срібло з родовищ в ДР Конго далі в південну Африку. По дорозі регулярно ходять автобуси-експреси. 615 кілометрів дороги заасфальтовані.